# Martin Johann Schmidt

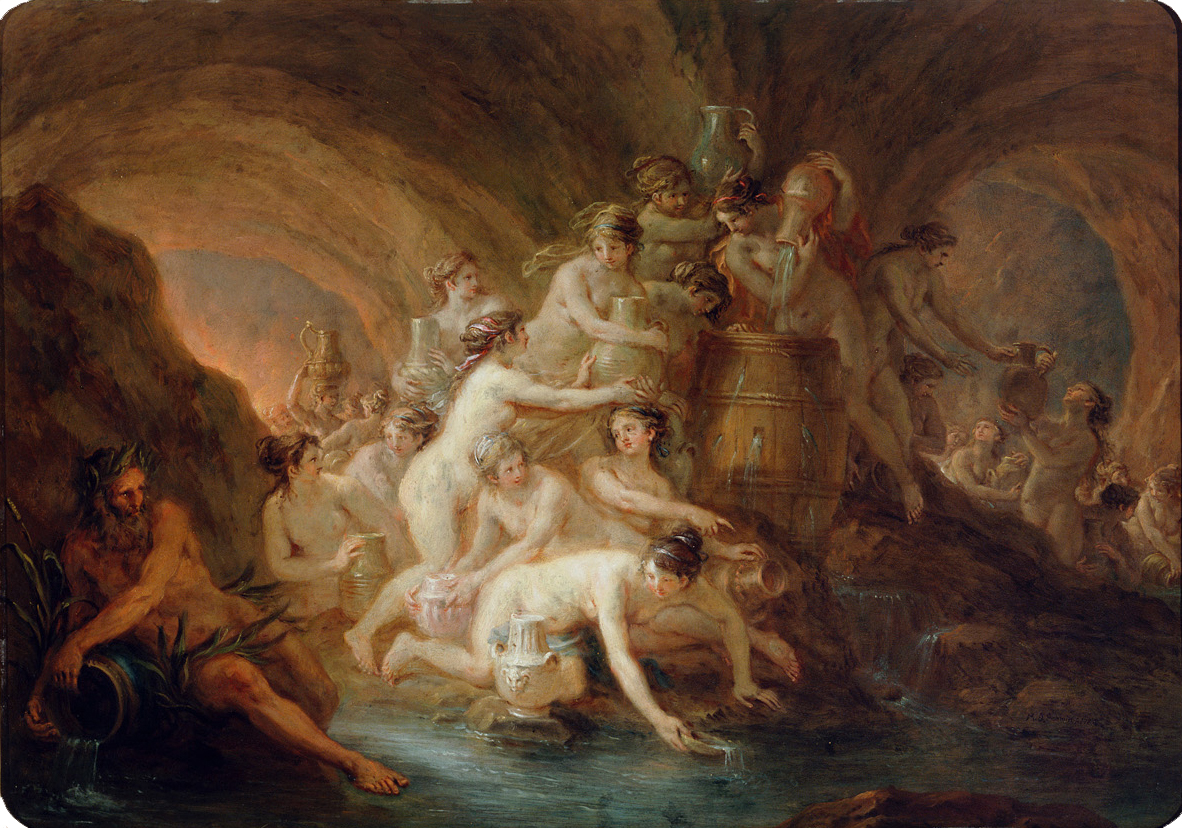
Kazen Danaid, 1785

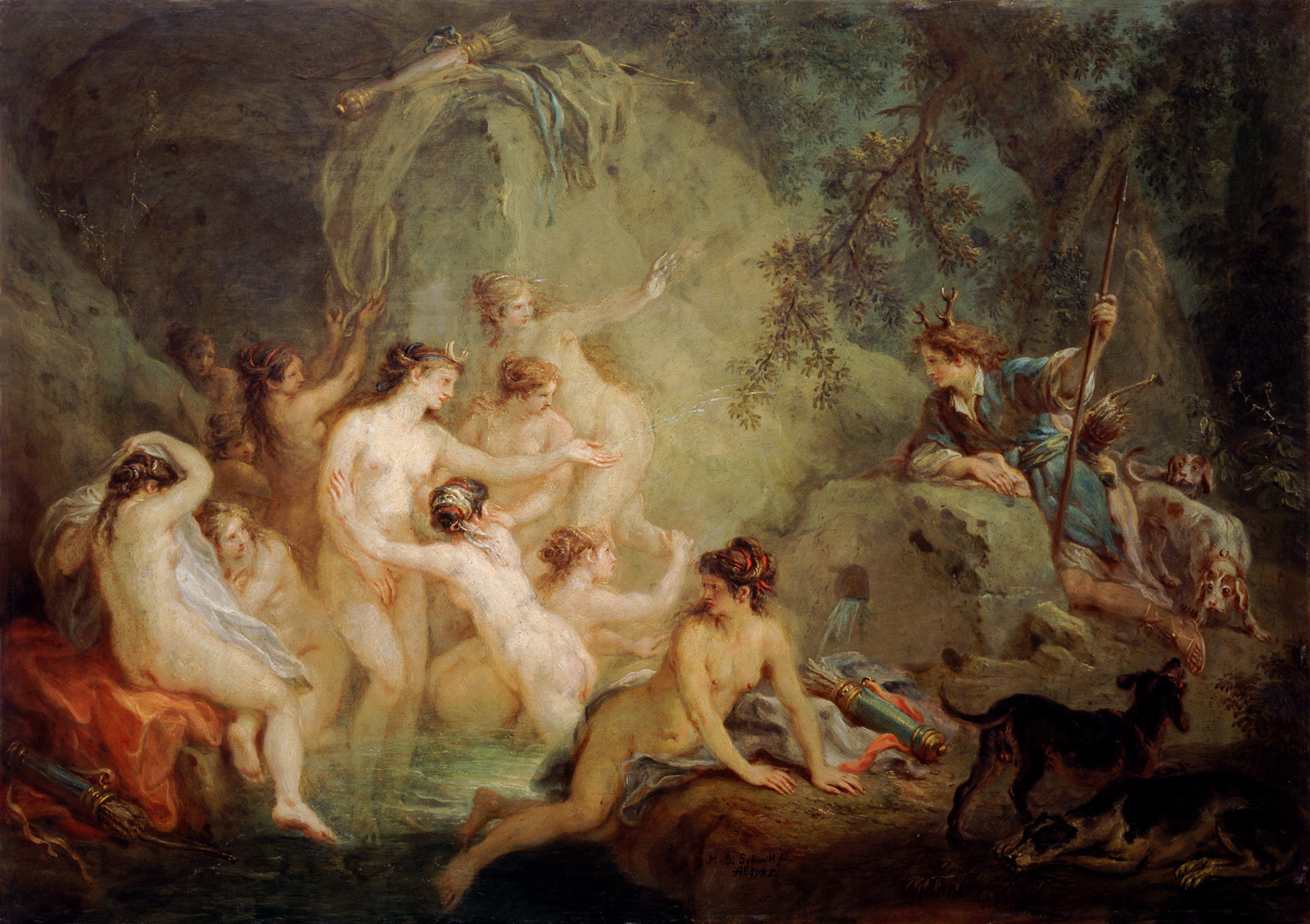
Diana in Akteon, 1785

Martin Johann Schmidt ook: Kremser Schmidt (Grafenwörth, 25 september 1718 - Stein in Krems an der Donau, 28 juni 1801) was een Oostenrijks kunstschilder, tekenaar en etser.
Naast Franz Anton Maulbertsch behoort hij tot de belangrijkste schilders van de late barok en rococo uit Oostenrijk, en hij was de enige barokschilder uit Neder-Oostenrijk van internationaal formaat. Van hem zijn meer dan duizend altaar- en devotieschilderingen in kerken bewaard beleven.

## Levensloop
Zijn vader was de beeldhouwer Johannes Schmidt. Schmidt zelf was een leerling van Gottfried Starmayr. Van invloed op zijn stijl had ook het werk van Rembrandt van Rijn, Jacob van Schuppen en de frescoschilders Paul Troger en Daniel Gran.
Sinds 1748 woonde Schmidt in Stein an der Donau. Hij verzorgde van daar uit schilderwerk aan kerken in de ruime omgeving, onder meer het schilderwerk in de parochiekerk van Maria Bezoek in Cerklje na Gorenjskem, samen met Valentin Metzinger uit Ljubljana.
Hoewel hij zelf geen academische opleiding had genoten werd hij in 1768 toch als historieschilder toegelaten tot de kringen van de Weense academie. Zijn toelatingswerken Schiedsspruch des Midas en Die Schmiede des Vulkan bevinden zich in de collectie van de Österreichische Galerie Belvedere.
Zijn eigenlijke gebied waren echter vooral devotie- en altaarstukken, bijvoorbeeld in de kloosterkerk van Scheibbs. Met het 'volkse' karakter van zijn werk week hij af van dat van zijn collega's en dit maakte hem al tijdens zijn leven zeer populair. Hij maakte ook verdienstelijke tekeningen en liet een groot aantal etsen na, waarin zich de invloed van Rembrandt doet gelden.

## Schilderstijl
Zijn schilderwerk toont veel warme licht-donker contrasten en vanaf de jaren 1770-1779 ook een krachtiger en nerveuzer coloriet dat doet denken aan het werk van Maulbertsch. Het werk toont een tendens naar subjectief impressionisme wat indruist tegen het classicisme dat kort daarop de heersende kunststroming werd maar wel past bij zijn toegenomen religieuze belangstelling. In de jaren 1780-1789 ging zijn belangstelling weer meer uit naar mythologie en genrestukken.
Doordat hij zo lang werkzaam was is de lijst met werken van zijn hand zeer lang. Een goed deel van zijn belangrijkste werk bevindt zich in de stiftskerk de Sint-Pauluskerk in Kärnten. Dit zijn vooral grote schilderijen waaronder een beroemd avondmaal. Kleiner werk bevindt zich in de stiftskerken van Göttweig en Seitenstetten.

## Afbeeldingen

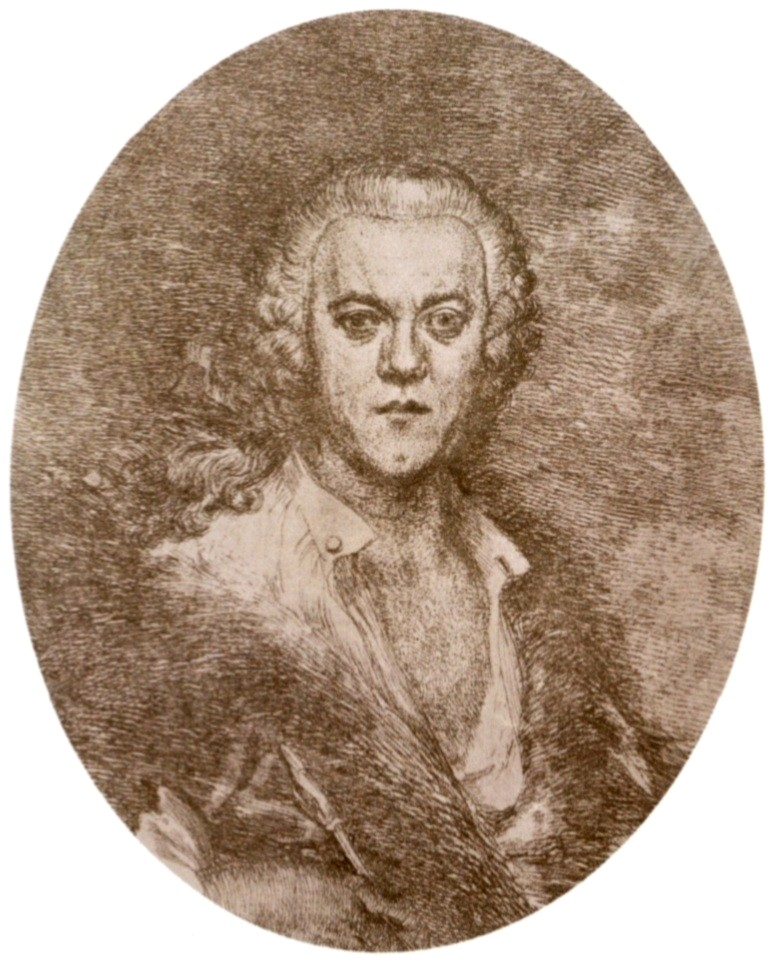
Zelfportret 1790
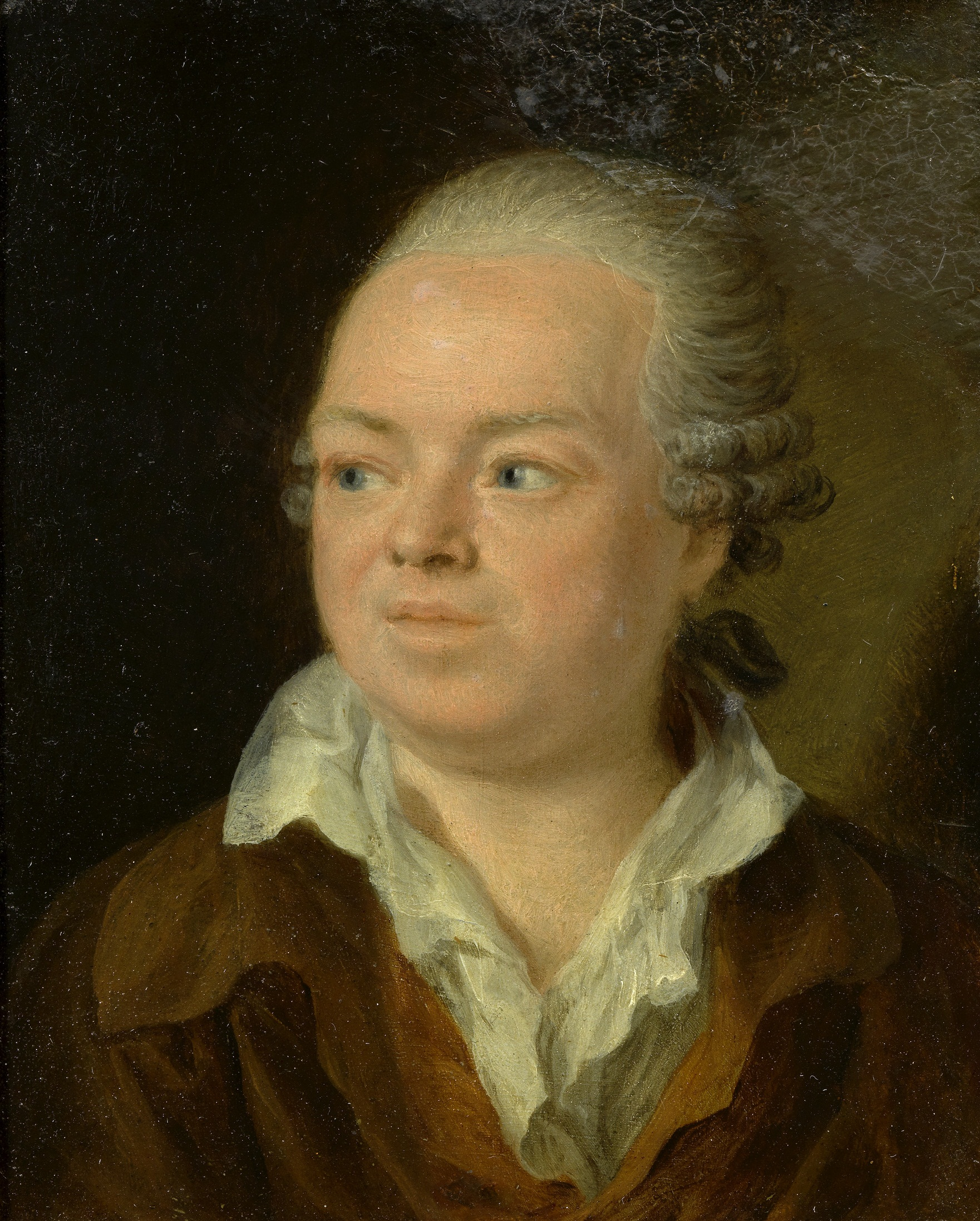
Anton Maulbertsch
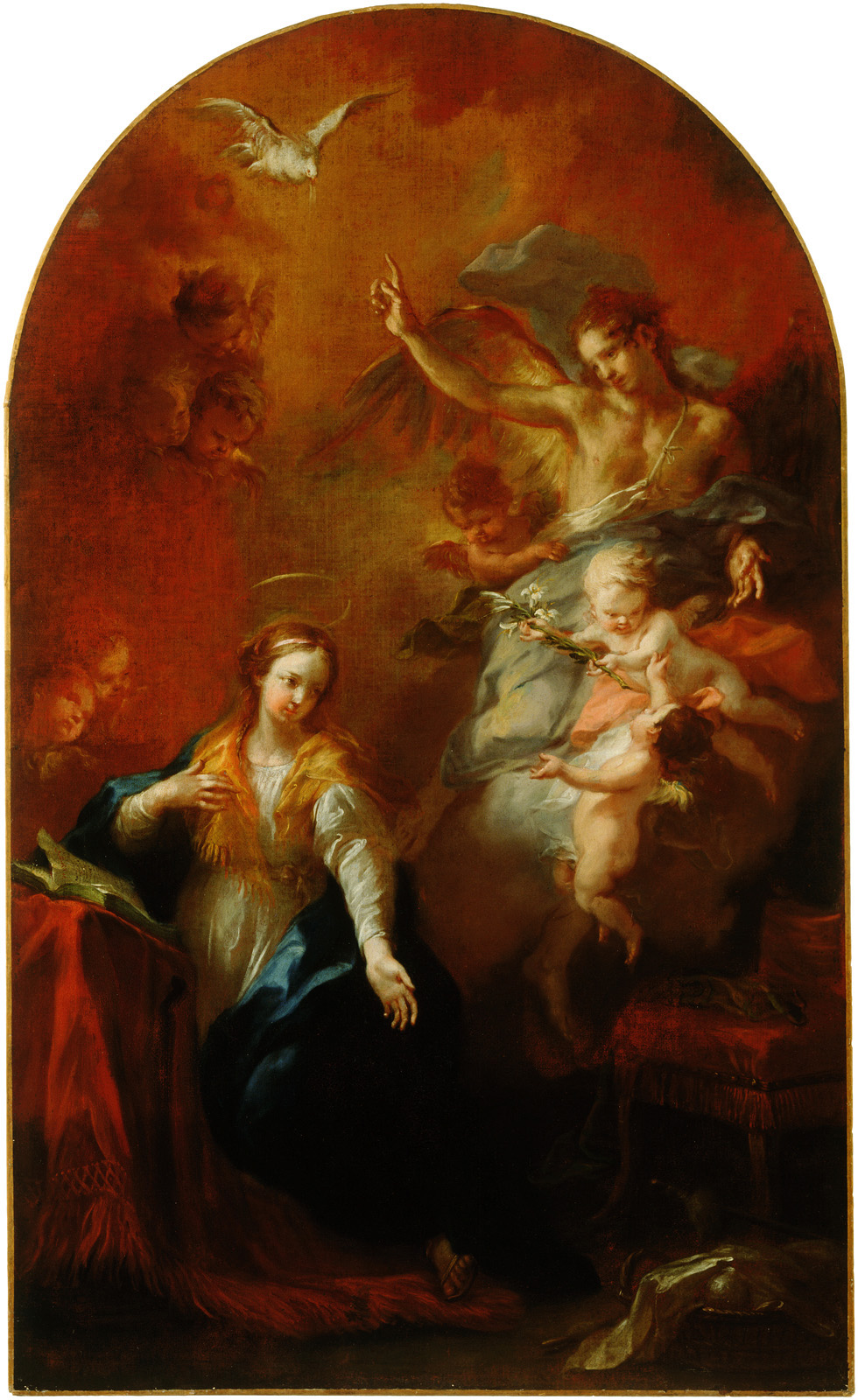
Marijino oznanjenje
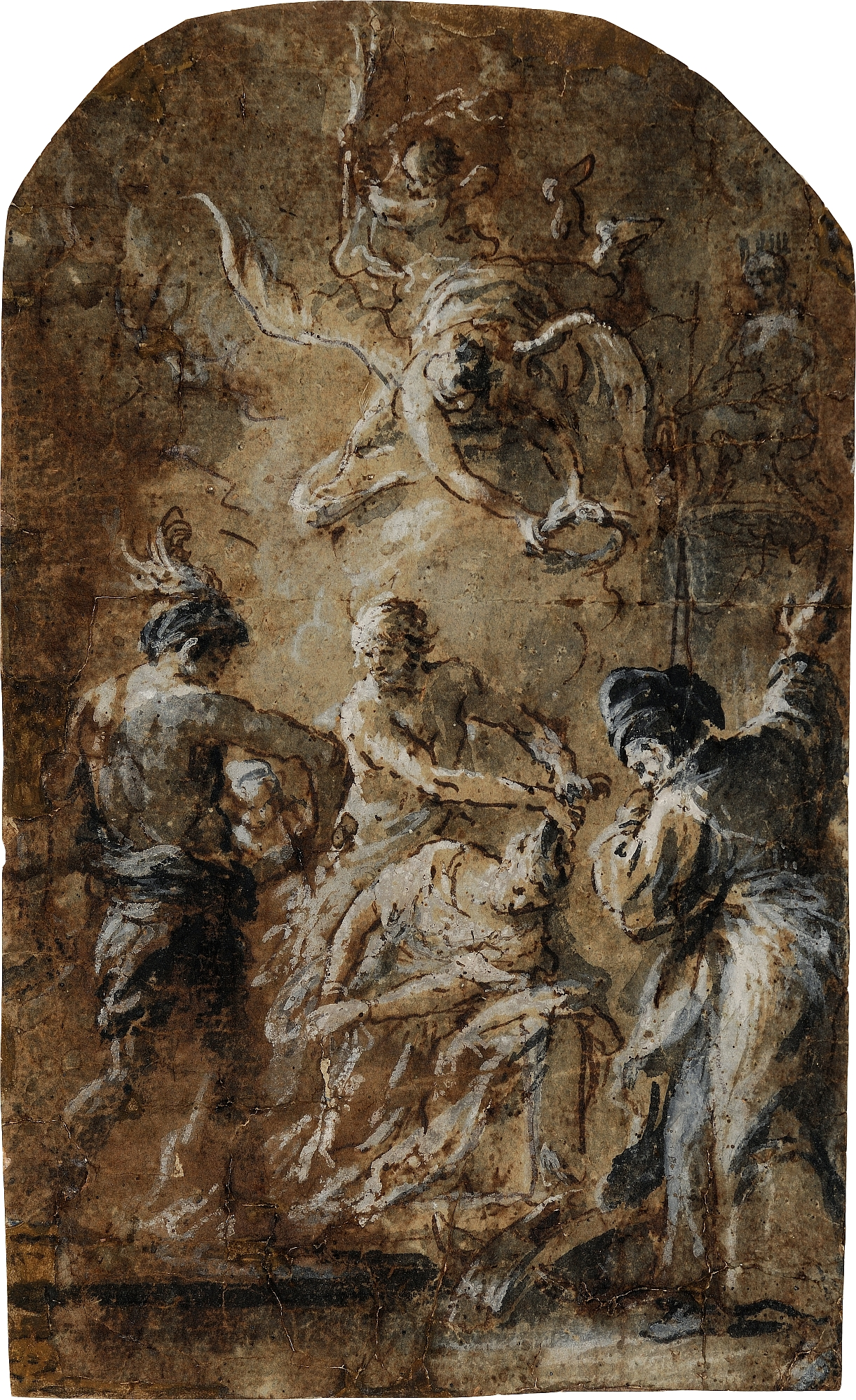
Catherine
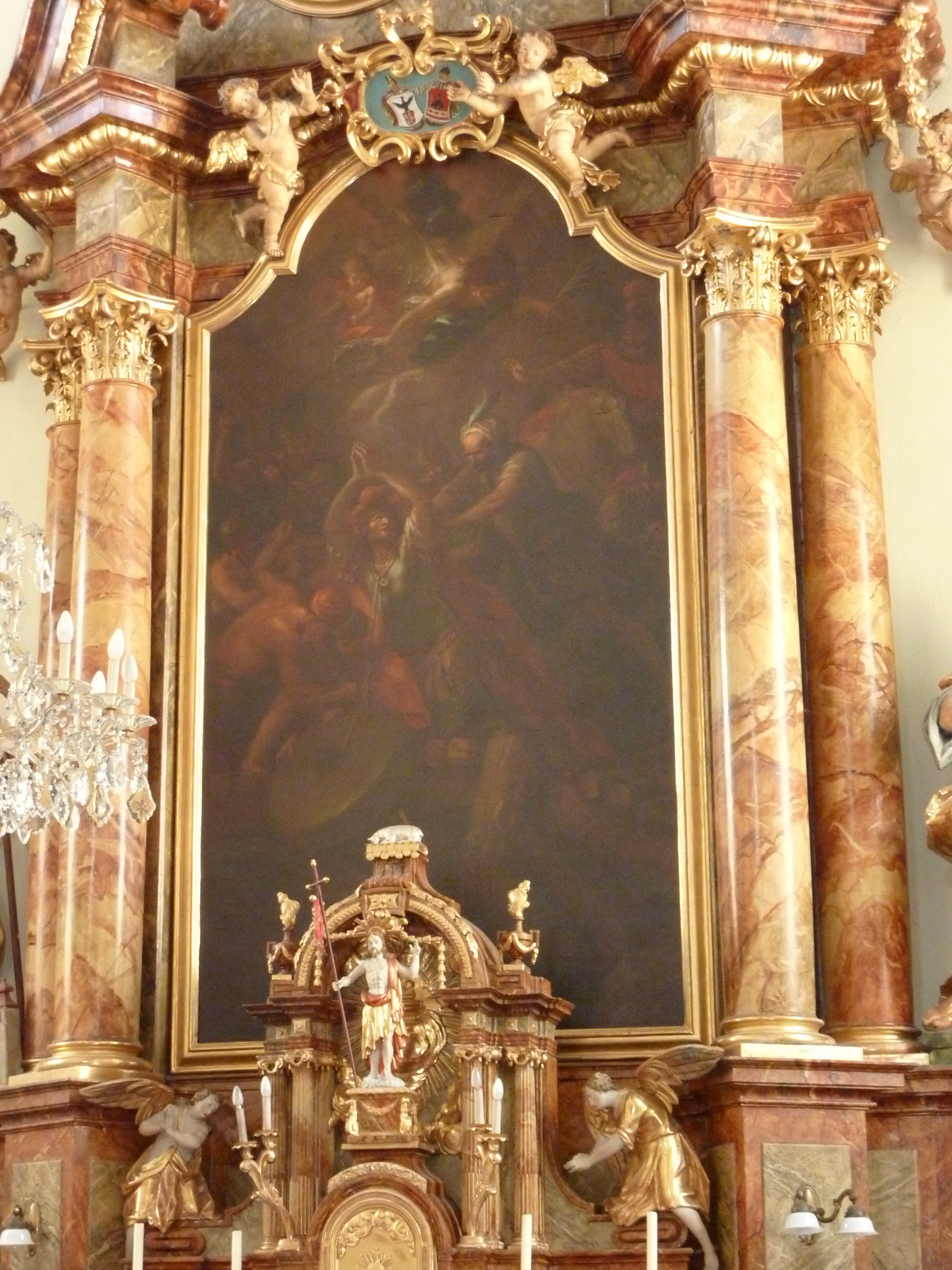
Wösendorf
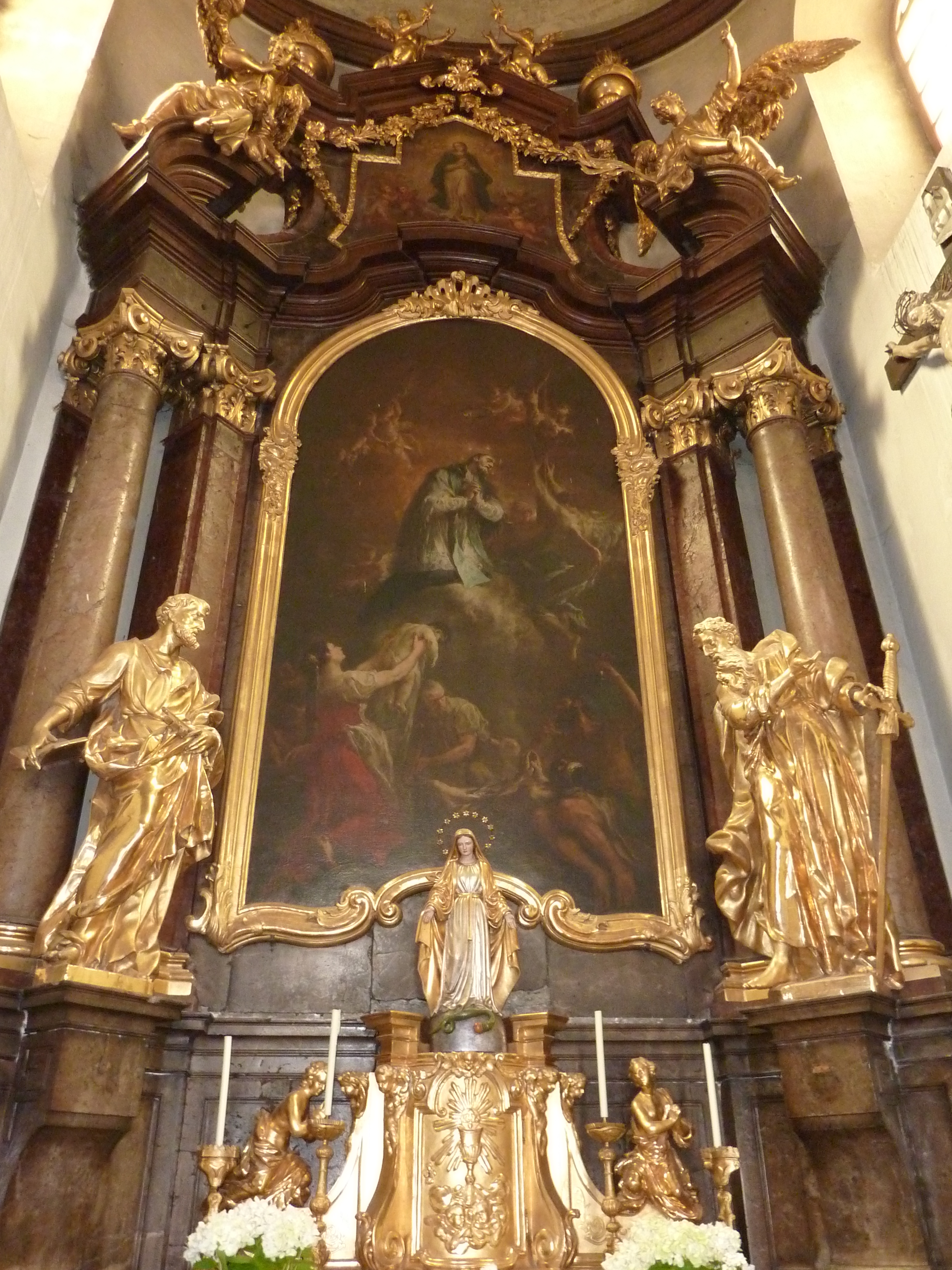
Pfarrkirche in Stein
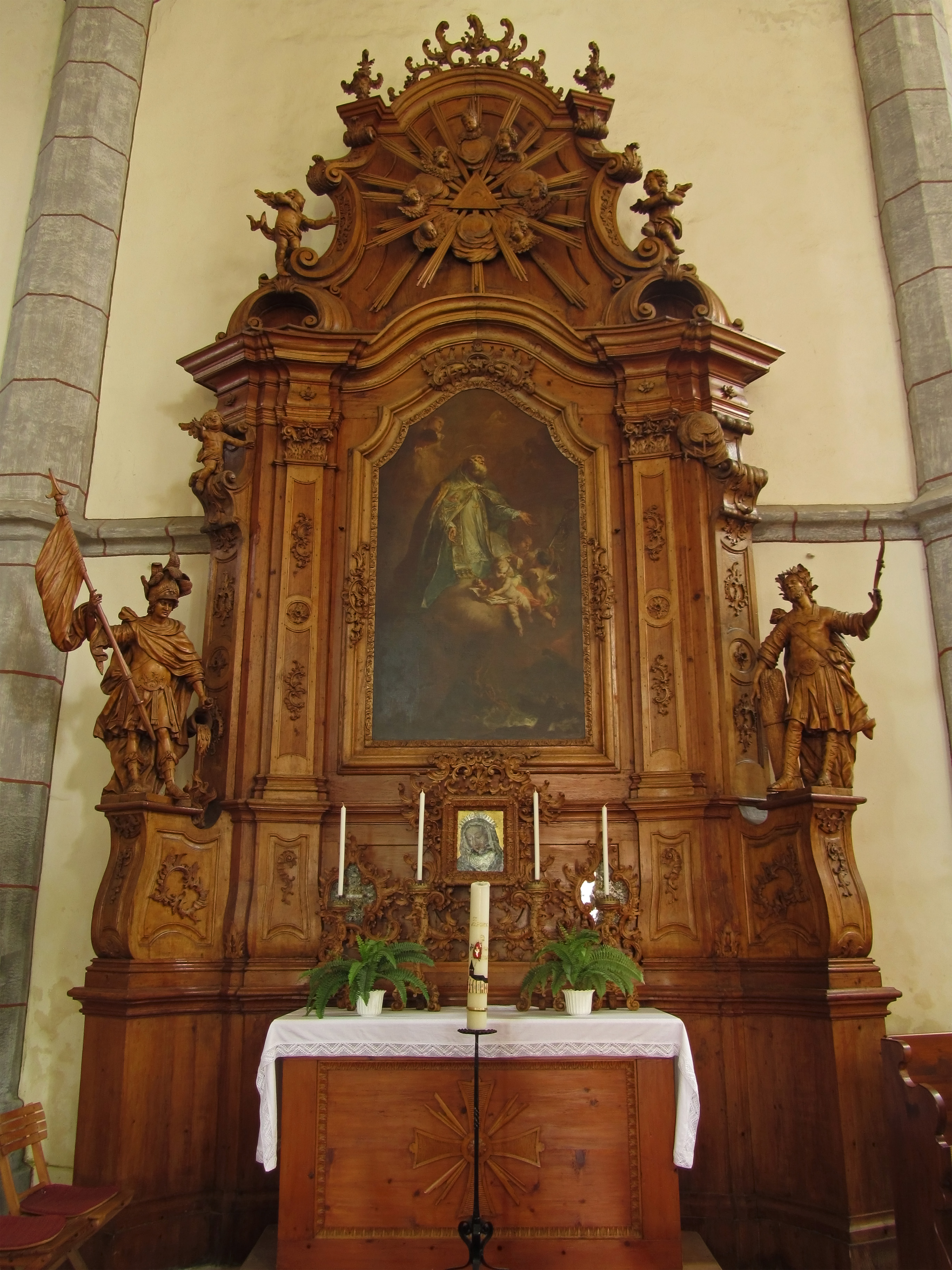
St. Wolfgang
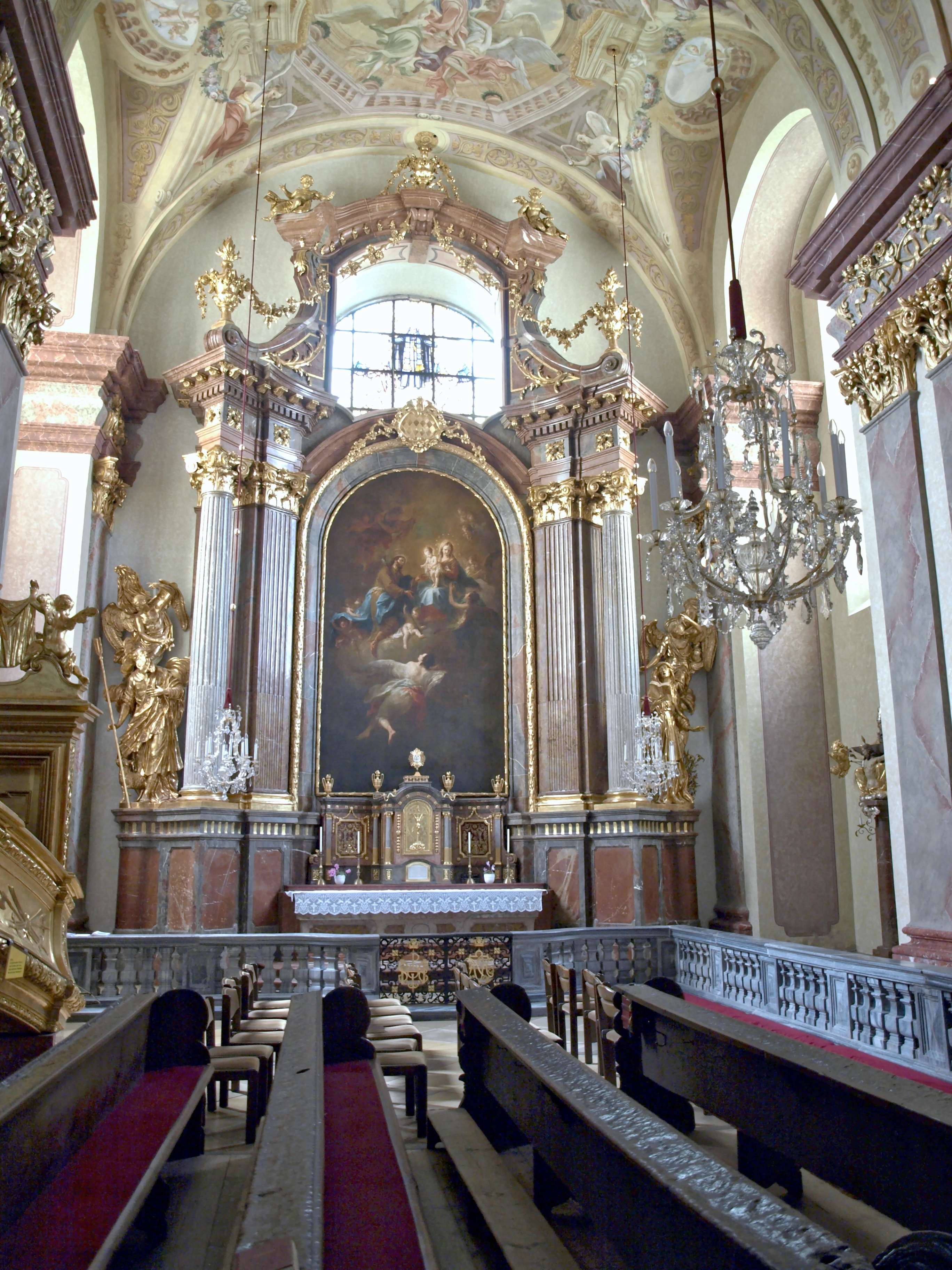
Maria Taferl